# Katastrofa lotu Regional Airlines 9288
Katastrofa lotu Regional Airlines 9288 – wypadek lotniczy samolotu Antonow An-24RV linii Regional Airlines, do którego doszło 16 marca 2005 w Warandieju w Rosji. W wyniku wypadku śmierć poniosło 28 osób (26 pasażerów i 2 członków załogi).

## Wypadek
Podczas podejścia do lądowania załoga nie zauważyła, że prędkość Antonowa spadała do przeciągnięcia. Samolot uderzył w wzgórze około 5 kilometrów od lotniska i zapalił się.

## Dochodzenie
Komisja ustaliła, że przyczyną katastrofy było zderzenie statku powietrznego z ziemią w końcowej fazie podejścia na skutek wyjścia na nadkrytyczne kąty natarcia oraz reżim przeciągnięcia na małej wysokości.
Wyhamowanie samolotu do prędkości przeciągnięcia spowodowane było jego przejściem, w wyniku działań pilota, do trybu lotu z poślizgiem i utrzymywaniem tego trybu przez długi czas (ponad 20 sekund) z niewystarczającą pracą silnika i brakiem kontroli przez załogę prędkości lotu.
Ewentualne błędy we wskazaniach przyrządów mogły utrudnić członkom załogi kontrolę parametrów lotu.